# Gewimperd langbaardgras
Gewimperd langbaardgras (Vulpia ciliata subsp. ciliata, synoniem: Vulpia aetnensis, Vulpia danthoni) is een eenjarige plant, die behoort tot de grassenfamilie (Poaceae). De soort komt van nature voor in Zuidwest-Azië, Noord-Afrika en Zuid-Europa. Duinlangbaardgras staat op de Nederlandse Rode lijst van planten als een soort die in Nederland zeer zeldzaam en stabiel of toegenomen is. Het aantal chromosomen is 2n = 28.
Duinlangbaardgras onderscheidt zich van gewimperd langbaardgras doordat de aartjes 5-7 mm lang zijn en die van gewimperd langbaardgras 7-10 mm. Het onderste kroonkafje van de onderste bloem van duinlangbaardgras is 4-5 mm lang en kaal en die van gewimperd langbaardgras 5-6 mm lang en meer of minder dicht gewimperd.
De plant wordt 5-30 cm hoog. De stengel heeft één of twee knopen. Het blad is 1-10 cm lang en 0,4-2 mm breed. Het tongetje is gewimperd.
De plant bloeit in mei en juni met een smalle, rechtopstaande pluim, die meestal 5-10 cm lang is. De onderste tak van de pluim is meestal vele malen korter dan de pluim. De pluimsteel wordt aan de voet omsloten door de bovenste bladschede of steekt daar iets boven uit. Het aartje is, de kafnaalden niet meegerekend, 7-10 mm lang. De langwerpige of omgekeerd driehoekige aartjes hebben één tot zeven bloemen, waarvan er ten minste twee fertiel zijn, de overige zijn steriel. Het bovenste, ongenaalde, meestal éénnervige kelkkafje is vier keer zo lang als het onderste. Het onderste kelkkafje is 0,2-1 mm lang. Het onderste, kale kroonkafje van de onderste bloem is 5-6 mm lang, meer of minder dicht gewimperd. De bloem heeft meestal een meeldraad.
De vrucht is een 5 mm lange en 0,7 mm brede graanvrucht.

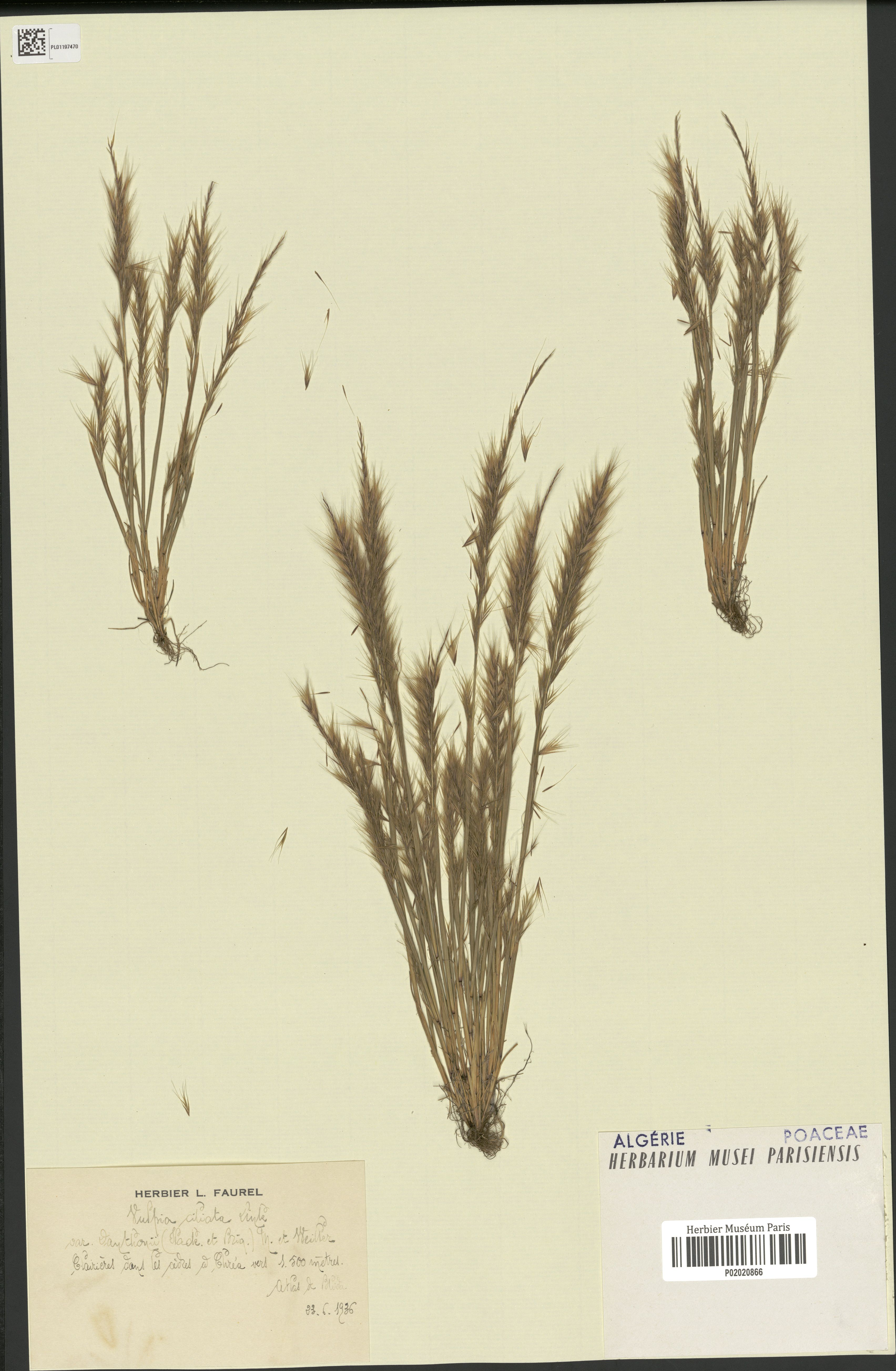
Herbarium
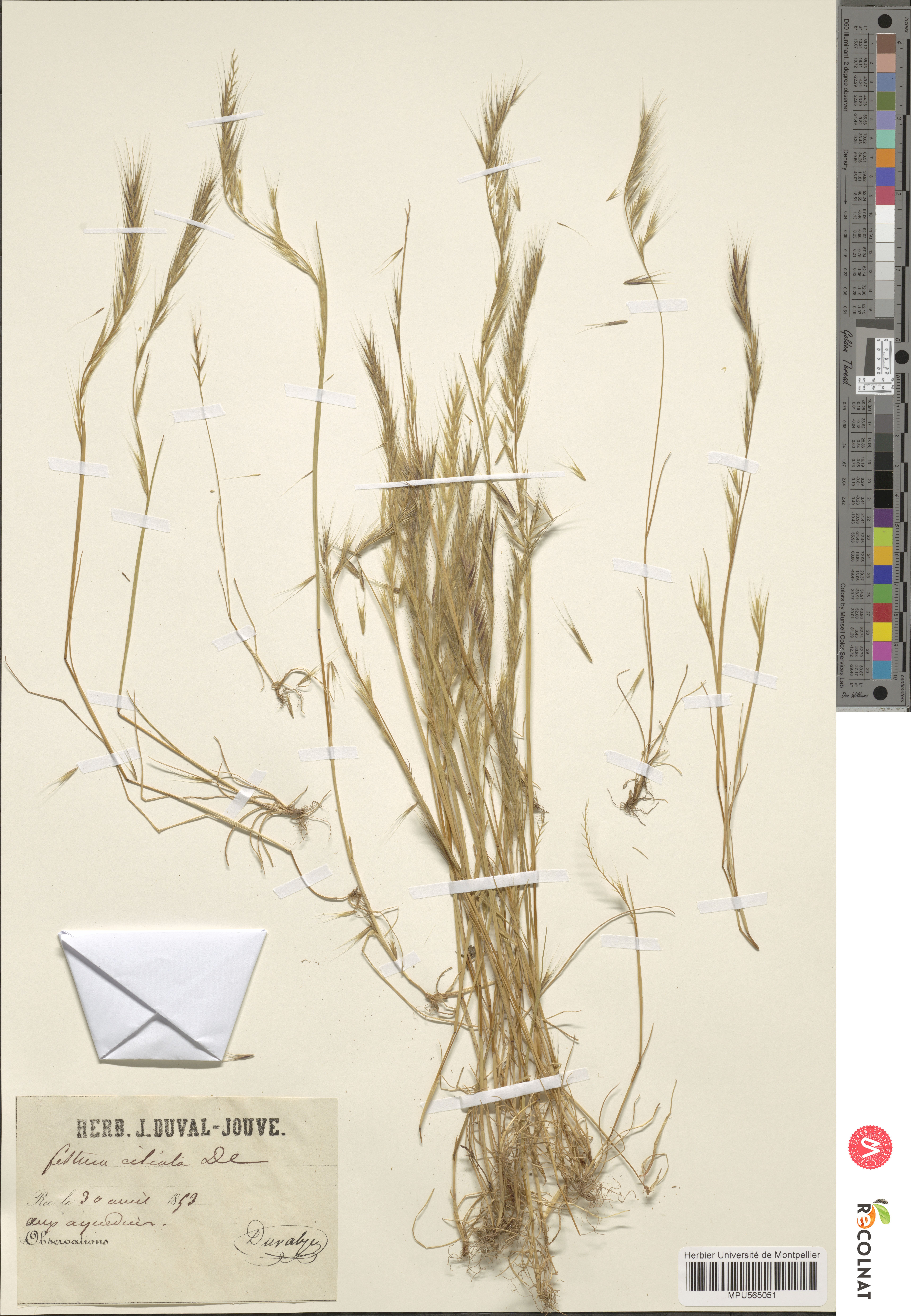
Herbarium
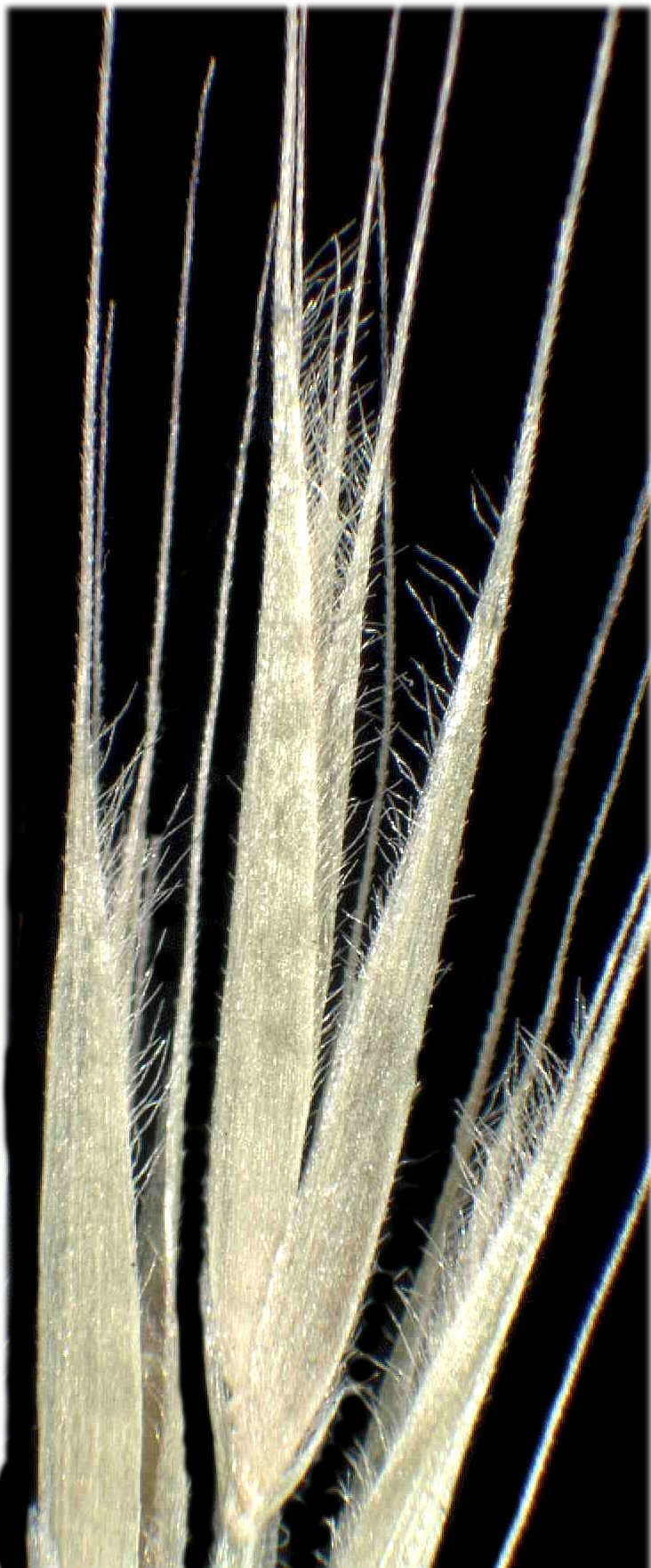
Aartjes
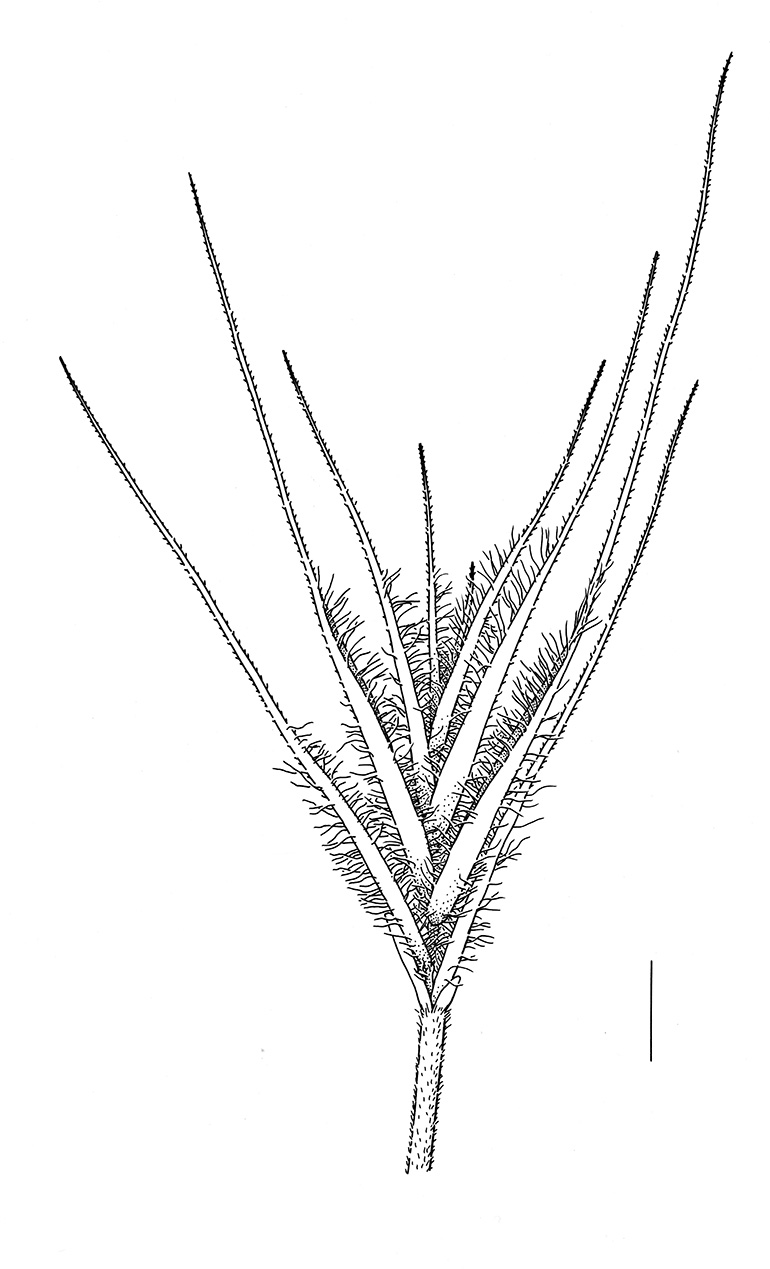
Aartje

## Ecologie en verspreiding
Gewimperd langbaardgras is te vinden op open en zonnige, warme en droge, neutrale, matig voedselarme tot matig voedselrijke, al of niet betreden zandgrond en op ruderale plaatsen. De eenjarige plant groeit voornamelijk in de zeeduinen en duinheiden (vaak op enigszins ruderale plaatsen), in open plekken in droge, neutrale graslanden en op opgespoten grond. De soort hoort oorspronkelijk thuis in Zuidwest-Azië, Noord-Afrika en Zuid-Europa en is evenals duinlangbaargras bezig met een areaaluitbreiding en het verspreidingsgebied strekt zich tegenwoordig noordelijk uit tot aan de kusten van Zuid-Engeland, Noordwest-Frankrijk, België en Nederland. De soort is voor het eerst in 1973 in Nederland aangetroffen en is sindsdien zeer zeldzaam ingeburgerd in het Deltagebied en op enkele plaatsen in het Urbane district. Gewimperd langbaardgras wijkt af van de overige langbaardgrassen door de grote lengteverschillen tussen de kelkkafjes, de rechtopstaande, kleinere bloeiwijze.